# Francisco Fajardo Guardiola
Francisco Fajardo Guardiola (Alicante, 1878-1939) arquitecto español urbanista, que hizo el planeamiento de dos barrios de Alicante contribuyendo a su crecimiento y diseñó algunos destacables edificios de servicios públicos municipales; fue cofundador del 'Colegio Territorial de Arquitectos de Alicante'. Sus construcciones oscilaron entre el eclecticismo y el modernismo valenciano.

## Biografía
Nacido en el seno de una familia acomodada donde su madre, Teresa Guardiola, era hermana del arquitecto municipal José Guardiola Picó. En su educación académica, sus padres incluyeron dos años en un Liceo (institución) de París, acompañando a sus hermanos mayores médicos Rigoberto y Federico, doctor y secretario del Colegio de Médicos de Alicante, y Julio que sería catedrático y Julio que sería director del Instituto de Enseñanza Secundaria de Alicante; allí pudo aprender con fluidez el idioma de Molière y acceder a los tratados de Eugène Viollet-le-Duc.
Ingresó en la Escuela Superior de Arquitectura de la Universidad Central de Madrid, (hoy Escuela Técnica Superior de Arquitectura de Madrid de la Politécnica), donde tuvo de profesor a Ricardo Velázquez Bosco, y coincidió con Antonio Palacios, Manuel de Cárdenas Pastor o José Aguado, que fue arquitecto municipal de Madrid y cuñado suyo. Con María Aguado se casó tras finalizar sus estudios en 1899. Comenzó a trabajar como ayudante de su tío en la Oficina municipal y en su estudio particular haciendo obras de reforma interior como las del Casino de Alicante. Tras jubilarse éste (1904), fue despedido del Ayuntamiento y al año siguiente vuelto a contratar, y cuando su tío falleció (1909) comenzó a trabajar por cuenta propia haciendo viviendas unifamiliares por toda la ciudad; de esta época destacamos en 1912 en el barrio de Campoamor (Alicante), en la calle General Pintos -junto al conocido chalet «Matilde»- y varios en las laderas del Castillo de San Fernando, o la modificaciones y ampliaciones del chalet de Eulogio Soto Mollá, obra original de Enrique Sánchez Sedeño, que Fajardo remató con miradores ornamentados en estilo Liberty italiano y unas cubiertas especiales que culminan con dos cúpulas, transformándolo en palacete modernista (ver Casa de las Brujas). También tuvo que demoler, por decisión del alcalde Federico Soto Mollá, el convento Carmelita que había en el actual Casco Antiguo-Santa Cruz y reparar su iglesia adyacente donde hoy se encuentra la plaza del Carmen, también este alcalde se comprometió con el nuevo mercado y Fajardo como interino afecto a la zona centro, retomó el olvidado plan de su tío de construir un nuevo Mercado de Abastos en Alicante, cuya primera piedra –más que nada una declaración de intenciones, pues no había fondos- pusiera el alcalde Soto en 1911 en el solar donde estuvo el “Teatro Circo”. Mientras llegaban los fondos, levantó el antiguo Matadero municipal y tranquilamente trabajaba en el proyecto del Mercado Central de Alicante en el que abandonó la planta clásica de un patio central de organización claustral sustituyéndolo por el concepto de mercado cubierto modernista, con la colaboración del ingeniero Próspero Lafarga, más acorde con los nuevos tiempos, que comenzó a construirse en 1915. Dos años después del comienzo de la obra, en 1917, accedió a la plaza de funcionario de A. Jimeno que había quedado vacante pasando a ser el arquitecto municipal titular de la zona del Ensanche por lo que se hizo cargo de la culminación de la obra del Mercado un joven Juan Vidal Ramos que comenzaba como interino, manteniendo la volumetría y la estructura del edificio y cambiando únicamente el diseño de las fachadas.

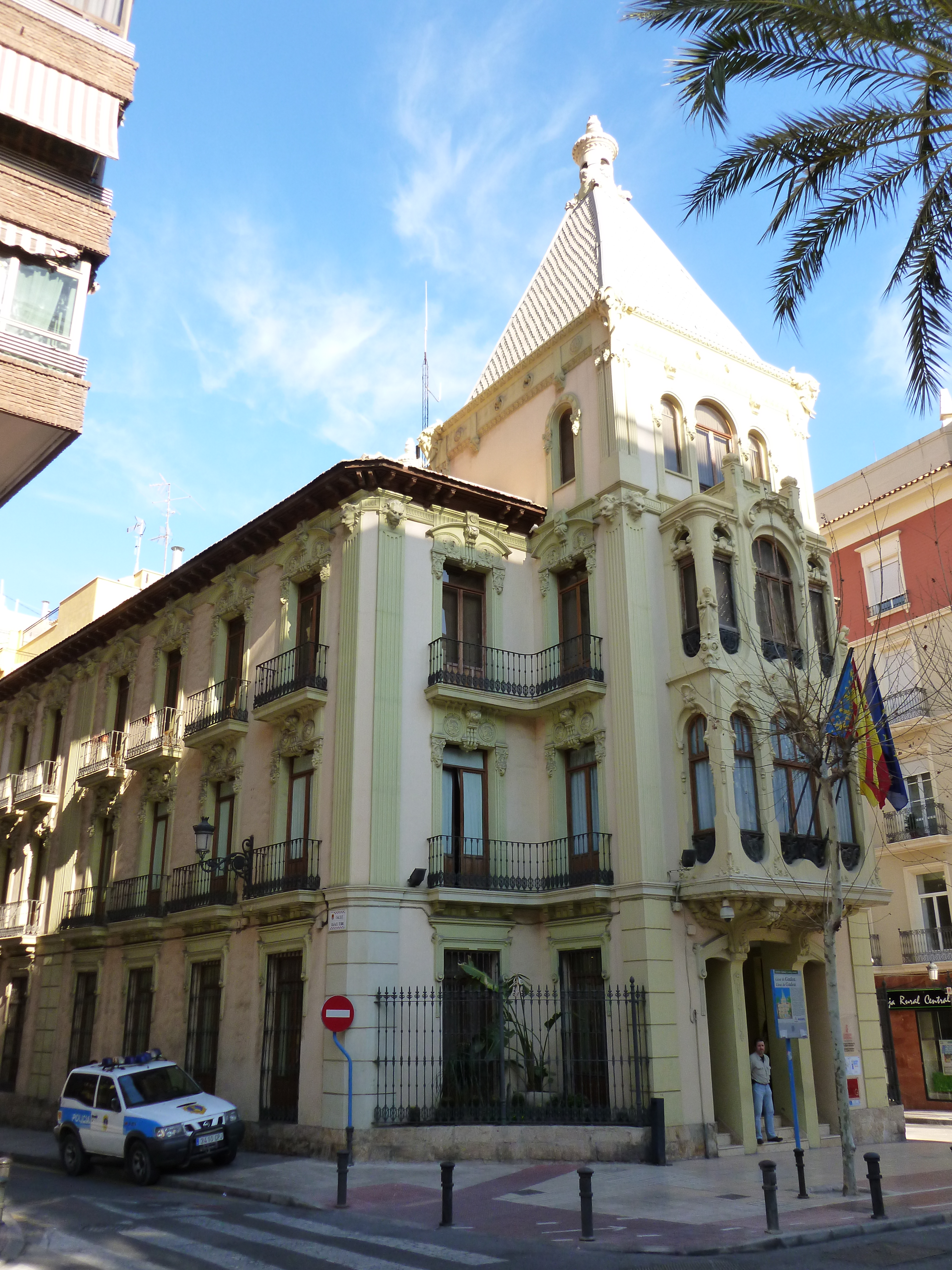
Palacete Soto, Sede de la Generalidad Valenciana en Alicante.

Continuó con el trabajo de su estudio de arquitectura y en 1916 llevó a cabo primero un edificio para José Serra en la hoy avenida de la Constitución y más tarde, en el solar colindante con tres fachadas -la principal en Avd Alfonso El Sabio, el «Salón España», para su viuda, estando situado todo el conjunto frente al Mercado Central. Un edificio de cinco plantas en la Rambla esquina Miguel Soler, otro en la hoy calle San Francisco con fachadas al callejón de Golfín y Barón de Finestrat.
Como arquitecto del Ensanche proyectó el nuevo Cementerio municipal “Nuestra Señora del Remedio” otro proyecto del alcalde Soto que avanzó lentamente y que se culminó en 1918 con el alcalde Román Bono Luque, en sustitución del antiguo de San Blas; en ese año levantó  edificios en la calle Manero Mollá o en Barón de Finestrat. Además, hizo el trazado del barrio de La Florida, y sus calles las que identificó poniéndoles los nombres de estrellas y constelaciones donde cupieron tanto viviendas unifamiliares de planta baja como industrias textiles, destilerías, elaboración de cervezas…  incluso el campo de futbol propiedad de Prudencio de la Viña, configurando un área octogonal. Allí a lo largo de los años 1920 levantó innumerables viviendas unifamliares -por entonces su estudio en la calle Bilbao- y fue el principal artífice de su conexión por tranvía. En el barrio de Benalúa (Alicante) hizo edificios anexos al «Teatro Polo» de la calle Foglietti en 1921 para el segundo propietario José Guillén Pedemonti, a través de quien hizo amistad con el pintor Emilio Varela Isabel, y un año después los garajes en la calle Italia y en Condes de Soto Ameno, donde todavía se puede ver su fachada modernista.
También es autor de Ciudad Jardín (Alicante), barrio localizado junto a la carretera hacia San Vicente, promovido por el médico Furió y otro, que encabezaron una cooperativa para su creación y Fajardo proyectó su planeamiento en 1923 inspirándose en los conceptos decimonónicos de Sir Ebenezer Howard (Ciudad Jardín) y Arturo Soria Mata (Ciudad Lineal), además de ser autor de muchos los chalets hasta el fin de la década, también trabajó allí Vidal. Para el médico Evaristo Manero Pineda, presidente que fue del Colegio, diseñó un edificio de viviendas con dos alturas y bajos comerciales en el que destacaba una torrecilla mirador, conocida por la Casa Manero (1925) al final del paseo que había en la Rambla de Méndez Núñez; el edificio años después (principios de los años 1950) sería expropiado y demolido por el Ayuntamiento para continuar esa arteria principal en proyecto ejecutado por Miguel López González.
El «Cinema Carolinas» en 1927 en la calle Donoso Cortés 24 fue un encargo de Antonio del Baño que inicialmente se construyó como cine de verano, pero que dado el éxito fue cubierto un año después. Ya en el año 1929 proyectó el chalet «Visconti» para Trino Esplá Visconti, copropietario de la “Sociedad Franco-Española” de suministro eléctrico, en el barrio de Benalúa no muy lejos del de su hijo Óscar Esplá. Ingresó en la Delegación alicantina del Colegio Oficial Arquitectos Zona Valenciana (COAZV) con el número 7 de colegiado y fue cofundador del Colegio Territorial de Alicante.
Al comienzo de la Segunda República Española trasladó su estudio de arquitectura a la avenida del Doctor Gadea 5 y desde 1932 pasó a ser arquitecto titular del centro, siendo relevado por Miguel López en el Ensanche, y el año siguiente hizo Fajardo la 'Lonja de Contratación' unas manzanas detrás del Mercado, sobre un antiguo proyecto de J. Vidal cuando estaba en el Ayuntamiento, pero restándole pilares al diseño y ganando en espacio con una de sus características estructuras metálicas casi diáfanas, y también hizo un edificio en la avenida de Alfonso el Sabio 46 esquina la calle Segura para Virgilio Soler, de cinco plantas con tres cuerpos de miradores, con decoración historicista ensalzado el del chaflán por un altillo rematado con pináculos y otro de la misma época esquina con la calle Ángel Lozano. En el año 1935 levantó un edificio de cinco plantas con dos cuerpos de miradores en la calle Segura 9, misma estructura pero más próximo al racionalismo, probablemente su última obra pues al comienzo de la Guerra Civil Española fue desplazado de su puesto de trabajo como funcionario en el Ayuntamiento y decidió cerrar su estudio de arquitectura cuyo archivo se perdió. Falleció el 13 de febrero de 1939, a escasos meses de finalizar la contienda.
Sus hijos Francisco y Alfonso Fajardo Aguado continuaron la tradición familiar como arquitectos.